# XXVI Corpo de Exército (Alemanha)
O XXVI Corpo de Exército (em alemão: XXVI. Armeekorps) foi um Corpo de Exército da Alemanha na Segunda Guerra Mundial. Foi formado no dia 22 de agosto de 1939 na Prússia Oriental.

## Comandantes
| Comandante                              | Data                                           |
| --------------------------------------- | ---------------------------------------------- |
| General der Artillerie Albert Wodrig    | 22 de agosto de 1939 - 1 de outubro de 1942    |
| General der Infanterie Ernst von Leyser | 1 de outubro de 1942 - 1 de julho de 1943      |
| General der Panzertruppen Gustav Fehn   | 1 de julho de 1943 - 19 de agosto de 1943      |
| General der Infanterie Ernst von Leyser | 19 de agosto de 1943 - 31 de outubro de 1943   |
| Generaloberst Carl Hilpert              | 31 de outubro de 1943 - 31 de dezembro de 1943 |
| General der Infanterie Martin Grase     | 1 de janeiro de 1944 - 15 de fevereiro de 1944 |
| General der Infanterie Anton Graßer     | 15 de fevereiro de 1944 - 11 de maio de 1944   |
| General der Artillerie Wilhelm Berlin   | 11 de maio de 1944 - 15 de junho de 1944       |
| General der Infanterie Anton Graßer     | 15 de junho de 1944 - 3 de julho de 1944       |
| General der Infanterie Gerhard Matzky   | 6 de julho de 1944 - 8 de maio de 1945         |

## Chef des Stabes
| Oberstleutnant i.G. Hans Boeckh-Behrens | 22 de agosto de 1939 - 20 de outurbro de 1939 |
| Oberst i.G. Hermann Foertsch            | 21 de outubro de 1939 - outubro de 1940       |
| Oberst i.G. Richard-Heinrich von Reuß   | 8 de outubro de 1940 - julho de 1942          |
| Oberst i.G. Hans Christ                 | julho de 1942 - agosto de 1943                |
| Oberst i.G. Karl-Friedrich Jessel       | agosto de 1943 - abril de 1944                |
| Oberst i.G. Kurt Spitzer                | abril de 1944 - 1945                          |

## Oficiais de Operações (Ia)
| Oberstleutnant i.G. Julius von Bernuth      | outubro de 1939 - março de 1940          |
| Major i.G. Siegfried Westphal               | 5 de março de 1940 - 1 de agosto de 1940 |
| Oberstleutnant i.G. Johannes Gittner        | agosto de 1940 - setembro de 1941        |
| Major i.G. Hans Behle                       | setembro de 1941 - outubro de 1942       |
| Oberstleutnant i.G. Zdenko Baumgarten       | outubro de 1942 - julho de 1943          |
| Oberstleutnant i.G. Hans-August Stockhausen | julho de 1943 - 10 de dezembro de 1943   |
| Major i.G. Valentin Meyer                   | janeiro de 1944 - setembro de 1944       |
| Major i.G. Adolf Wicht                      | setembro de 1944 - maio de 1945          |

## Área de Operações
| Polônia                        | setembro de 1939 - maio de 1940   |
| França                         | maio de 1940 - junho de 1941      |
| Frente Oriental, setor norte   | junho de 1941 - fevereiro de 1944 |
| Frente Oriental, setor central | fevereiro de 1944 - maio de 1945  |

## Serviço de Guerra
| Data              | Exército              | Grupo de Exército | Lugar                     |
| ----------------- | --------------------- | ----------------- | ------------------------- |
| setembro de 1939  | 3º Exército           | Nord              | Prússia Oriental, Polônia |
| dezembro de 1939  | 6º Exército           | B                 | Niederrhein               |
| janeiro de 1940   | 4º Exército           | B                 | Eifel                     |
| maio de 1940      | 18º Exército          | B                 | Niederlande, Flandern     |
| junho de 1940     | 2º Exército           | A                 | Reims                     |
| julho de 1940     | 18º Exército          | OKH               | Prússia Oriental          |
| setembro de 1940  | 18º Exército          | B                 | Prússia Oriental          |
| janeiro de 1941   | 18º Exército          | B                 | Prússia Oriental          |
| maio de 1941      | 11º Exército          | C                 | Prússia Oriental          |
| junho de 1941     | 18º Exército          | Nord              | Riga, Leningrado          |
| janeiro de 1942   | 18º Exército          | Nord              | Leningrado                |
| outubro de 1942   | 11º Exército          | OKH               | Leningrado                |
| novembro de 1942  | 18º Exército          | Nord              | Leningrado                |
| janeiro de 1943   | 18º Exército          | Nord              | Leningrado                |
| janeiro de 1944   | 18º Exército          | Nord              | Leningrado                |
| março de 1944     | Armee-Abteilung Narwa | Nord              | Narwa                     |
| julho de 1944     | 3º Exército Panzer    | Mitte             | Lituânia                  |
| setembro de 1944  | 4º Exército           | Mitte             | Prússia Oriental          |
| novembro de 1944  | 3º Exército Panzer    | Mitte             | Prússia Oriental          |
| janeiro de 1945   | 3º Exército Panzer    | Mitte             | Prússia Oriental          |
| fevereiro de 1945 | 4º Exército           | Nord              | Prússia Oriental          |
| abril de 1945     | AOK Ostpreußen        | OKH               | Prússia Oriental          |

## Organização
1 de dezembro de 1939
- 216ª Divisão de Infantaria

29 de fevereiro de 1940
- 8ª Divisão Panzer
- 256ª Divisão de Infantaria
- 254ª Divisão de Infantaria

8 de junho de 1940
- 45ª Divisão de Infantaria
- 34ª Divisão de Infantaria

22 de julho de 1940
- 217ª Divisão de Infantaria
- 161ª Divisão de Infantaria

1 de janeiro de 1941
- 291ª Divisão de Infantaria
- 217ª Divisão de Infantaria
- 161ª Divisão de Infantaria

22 de fevereiro de 1941
- 291ª Divisão de Infantaria
- 217ª Divisão de Infantaria
- 161ª Divisão de Infantaria

10 de abril de 1941
- 61ª Divisão de Infantaria
- 217ª Divisão de Infantaria
- 291ª Divisão de Infantaria

20 de junho de 1941
- 61ª Divisão de Infantaria
- 217ª Divisão de Infantaria

17 de julho de 1941
- 61ª Divisão de Infantaria
- 217ª Divisão de Infantaria
- 291ª Divisão de Infantaria
- 254ª Divisão de Infantaria

3 de setembro de 1941
- 291ª Divisão de Infantaria
- 93ª Divisão de Infantaria

4 de dezembro de 1941
- 217ª Divisão de Infantaria
- 93ª Divisão de Infantaria
- 212ª Divisão de Infantaria

2 de janeiro de 1942
- 212ª Divisão de Infantaria
- 93ª Divisão de Infantaria
- 217ª Divisão de Infantaria

24 de junho de 1942
- 223ª Divisão de Infantaria
- 227ª Divisão de Infantaria
- Parte da 207. Sicherungs-Division

9 de julho de 1942
- 227ª Divisão de Infantaria
- 223ª Divisão de Infantaria

14 de novembro de 1942
- 96ª Divisão de Infantaria
- 227ª Divisão de Infantaria
- 24ª Divisão de Infantaria
- 223ª Divisão de Infantaria

22 de dezembro de 1942
- 223ª Divisão de Infantaria
- Parte da 285. Sicherungs-Division
- 1ª Divisão de Infantaria
- 227ª Divisão de Infantaria
- Parte da 207. Sicherungs-Division
- 96ª Divisão de Infantaria
- 110ª Divisão de Infantaria

1 de janeiro de 1943
- 223ª Divisão de Infantaria
- 1ª Divisão de Infantaria
- 227ª Divisão de Infantaria
- 96ª Divisão de Infantaria
- 170ª Divisão de Infantaria

24 de janeiro de 1943
- 227ª Divisão de Infantaria
- 96ª Divisão de Infantaria
- 170ª Divisão de Infantaria
- SS-Polizei-Division
- 61ª Divisão de Infantaria

7 de julho de 1943
- 212ª Divisão de Infantaria
- 1ª Divisão de Infantaria
- 11ª Divisão de Infantaria
- 69ª Divisão de Infantaria
- 290ª Divisão de Infantaria
- 23ª Divisão de Infantaria
- 5ª Divisão de Montanha

26 de dezembro de 1943
- 212ª Divisão de Infantaria
- 227ª Divisão de Infantaria
- 61ª Divisão de Infantaria
- 254ª Divisão de Infantaria

16 de setembro de 1944
- 549. Grenadier-Division
- Gruppe Oberst Schirmer
- 56ª Divisão de Infantaria
- 1ª Divisão de Infantaria
- Parte da 390. Sicherungs-Division

1 de março de 1945
- 14ª Divisão de Infantaria
- 28. Jäger-Division
- 349ª Divisão de Infantaria
- 24ª Divisão Panzer
- Restante da 299ª Divisão de Infantaria